# Изучение национализма
Изучение национализма — исследование (изучение) зарождения (появления) и распространении теории и практики национализма.
Среди специалистов, занимающихся исследованиями национализма, выделяют три ведущие школы: примордиализм, модернизм (конструктивизм) и этносимволизм. Основные различия между этими школами лежат в вопросах о том, когда и почему появились нации и национализм. При этом российские исследователи столкнулись с проблемой националистического дискурса, которая до сих пор не решена.

## Примордиализм
Примордиализм утверждает, что прототипы наций и национализм существовали всегда как данность с самого начала человеческой истории. Сторонники этого направления также считают, что людям, принадлежащим к одной этнической общности, изначально и навсегда присущ некий набор культурных свойств, обусловливающих их поведение. В рамках этой теории национальная самоидентификация приобретает характер естественного закона природы. Данное представление особенно характерно для концепций национализма до XX века, однако до сих пор популярно среди крайних националистов. Оно также популярно среди противников традиционализма, которые призывают к освобождению от бремени древних традиций, тем самым признавая их существование. Целью научных исследований в рамках примордиализма является поиск некого «подлинного» этнического фундамента. Противники традиционализма полагают, что по-настоящему древних традиций не существует, а культурные нормы и ценности устойчивы настолько, насколько сохраняются формирующие их социальные институты. В силу внутренней конкуренции и конфликтов, традиции непрерывно видоизменяются.
С началом 21 века, вследствие бурного развития генетики, стала набирать популярность биологизаторское направление примордиализма. В России представителем биологизаторского направления примордиализма является профессор МГИМО В. Д. Соловей. В концепции биологизаторского примордиализма в основе любой этничности (национальности) лежит биологическая популяция. Формула этноса была обоснованна в исследовании профессора Соловья:
«Этнос (этническая группа) - это группа людей, отличающаяся от других групп людей совокупностью наследственных биологических характеристик и присущих только этой группе архетипов, члены которой разделяют интуитивное чувство сходства и родства».

## Модернизм
С точки зрения модернизма, этническая принадлежность играет роль в происхождении национализма, а культура — на финальной стадии формирования нации, но подлинные корни этого явления лежат не в культуре, а политической экономии.
Модернизм утверждает, что нации и национализм есть исторические явления, появившиеся на заре индустриальной эры и связанные с усилением государств и развитием капитализма. Согласно этой теории, по мере усиления прямого правления государства над жителями, оборона, культура и повседневная жизнь стали всё больше зависеть от страны проживания. Государства учредили национальные языки, образовательные системы, воинскую повинность, стали инвестировать в экономическую инфраструктуру, контролировать передвижения людей и товаров через свои границы. При этом развитие технологий печати способствовало развитию коммуникационной среды, в которой между людьми, никогда не общавшимися друг с другом напрямую, стали возникать общественные связи. Аналогичным эффектом обладало развитие экономического рынка. В результате в пределах каждой страны жизнь начала становиться всё более однородной, а между странами начали нарастать контрасты. Прежние (религиозные, племенные и прочие) пути самоидентификации оказались нарушены, но поскольку люди продолжали испытывать в ней функциональную потребность, они стали отождествлять себя с нацией. Данный подход представлен в работах Э. Геллнера, Дж. Бройи, Б. Андерсона и др.
Сторонники модернизма утверждают, что необходимость в национализме обусловлена тем, что
- индустриальное общество политически централизовано;
- оно мобильно в плане занятости на масштабах времени от нескольких поколений до нескольких дней;
- существует растущая потребность в эффективных средствах коммуникации для передачи разнообразной и сложной информации;
- значительная доля профессий требует длительного обучения;
- в основе любого обучения лежит определённый общий набор базовых знаний и навыков, получение которых возможно только в рамках культурной инфраструктуры крупной политической единицы и невозможно в рамках изолированной семьи или деревни.

С точки зрения модернизма, связь национализма с этнической принадлежностью является совпадением. Национальная принадлежность определяется современным государством, осуществляющим единый контроль над ясно очерченной территорией, а существующие этнические отношения пересматриваются, чтобы они совпадали с границами государства или наоборот, чтобы в борьбе за власть они послужили основанием для формирования новых государств. Попытки сохранить этническую автономию внутри национального государства были реакционными и препятствовали модернизации общества. Сущность нации состоит в её исключительном праве на автономное государство, независимо от этнического состава.
Модернизм не объясняет, почему вопрос о национальной самоидентификации вызывает сильные эмоции и уделяет недостаточное внимание этническим образованиям, которые не совпадают с границами государства.

## Этносимволизм (перенниализм)
Этносимволисты полагают, что корнем национализма, наряду с экономикой, является этническая принадлежность. Хотя они также не считают нацию исконным или естественным образованием, в её основе, по мнению этносимовлистов, лежит относительно древняя история и национальное самосознание. Данный подход представлен в работах  Энтони Смита.
Согласно этносимволизму, ещё в доиндустриальную эпоху возникло множество этнических сообществ, представлявших собой население с общими элементами культуры, историческими воспоминаниями, мифами о предках и обладавшими определённой мерой солидарности. Границы этнических территорий не были чётко обозначены. Поскольку мифы, символы, воспоминания и ценности переносятся медленно меняющимися элементами материальной культуры и жизнедеятельности человека, то этнические сообщества долговечны, и многие из них сохранились до сих пор. Некоторые из этих сообществ перешли в новую фазу культурно-экономической интеграции и стандартизации, стали привязаны к определённой исторической территории и выработали отличительные законы и обычаи, — т. е., стали нациями.
Появление в конце XVIII века идеологии национализма радикально изменило качество наций и их форму, сделало этнические сообщества более защищёнными и конкурентоспособными. В свою очередь, нация постоянно себя пересматривает и для своего выживания нуждается в коренной национальности, отечестве, золотом веке и героях.
При формировании нации элиты играют ключевую роль, поскольку они осуществляют выбор культурного материала (символов, мифов, воспоминаний), имеющего значение для народа, чтобы потом этот материал использовался для мобилизации. Поэтому в своих исследованиях этносимволисты в основном опираются на документы элит, тем более, что исторические документы не позволяют судить о том, что именно крестьянские массы думали или чувствовали в эпоху феодализма.

## Националистический дискурс
В современном русском языке наиболее употребительное значение слова «национализм» отличается от идеологии, описанной в статье Национализм, и по смыслу приближается к шовинизму и ксенофобии. Оно имеет выраженный негативный оттенок и делает акцент на превосходстве своей нации, национальном антагонизме и национальной замкнутости. Российский лингвист С. И. Ожегов — автор и составитель нескольких словарей русского языка — определил национализм как «идеологию и политику, исходящую из идей национального превосходства и противопостовления своей нации другим». Примеров использования нейтрального значения термина в русскоязычной литературе до середины 1980-х мало, хотя оно встречается в работах Н. C. Трубецкого. И. А. Ильин называл русским национализмом любовь к исторически сложившемуся духовному облику русского народа, волю к расцвету и самобытному величию грядущей России, в то же время отмечая существование «больных и извращённых» форм национализма. Отрицательно относясь к национализму, В. И. Ленин в своих работах 1912-1913 гг. использует это слово в нейтральном значении при обсуждении вопроса о национальной культуре и представления о нации как о юридическом целом; радикальную форму национализма Ленин называет черносотенной и воинствующей, а также шовинизмом.
Некоторые авторы частично отходят от нейтрального значения слова. Так, Н. А. Бердяев полагал, что национализм это не только любовь к своему народу и сознание единства исторической судьбы, но и прикрытая форма эгоцентризма, культа могущества государства, культа грубой силы, жажды господства над другими народами. 
Русская языковая традиция также приравнивает понятие «нация» к этничности. По мнению историка А. Миллера, такая особенность употребления слова «национализм» в русском языке связана, с одной стороны, с тем, что Россия в целом слабо знакома с идеологией национализма, а с другой стороны, с намеренным искажением принятого в мире значения этого термина царским и советским режимами. Следствием стала практика подмены терминов, которую в своих целях используют как противники национализма, так и сторонники национального антагонизма.
Следует отметить, что негативное употребление понятия «националист» бытует не только в России. Так, президент Германии Й. Рау в своей инаугурационной речи объяснял, что патриот — это человек, любящий свою родину, а националист — ненавидящий другие народы и страны. Американский историк Б. Шейфер приводит следующие значения термина «национализм»:
1. Любовь к общей земле, расе, языку и исторической культуре;
2. Стремление к политической независимости, безопасности нации и забота о её престиже;
3. Мистическая преданность туманному, иногда сверхъестественному социальному организму, который известен как нация и народ;
4. Догма о том, что индивидуумы живут исключительно для нации, которая есть цель в самой себе;
5. Доктрина, что данная нация является или должна быть господствующей среди других наций и должна совершать с этой целью агрессивные действия.

Проблема усугубляется свойственной национализму размытостью, в силу его опоры на чувства и эмоции. Смысл, вкладываемый разными людьми в одни и те же термины и лозунги, может быть порой противоположным. Например, «многонациональное государство» может означать, что оно включает множество народностей или что в нём отсутствует этническое ядро, язык которого идентифицируется с нацией. Лозунг «Россия для русских» трактуется одними как претензия этнических русских на исключительные права, а другими как требование, что государство должно служить народу. А. Миллер отмечает, что даже слово «русский» может пониматься как в строго этническом (примордиальном) значении, так и через культурные категории и участие в общей судьбе.
Исследовательские оценки национализма в советской научной литературе были исключительно негативными. Однако в послесоветский период безоценочный неангажированный подход начал приобретать всё больше сторонников. Тем не менее, единого подхода в отечественных общественно-политических дисциплинах до сих пор не выработалось. В исследованиях национализма представлены все основные идеологические течения, а националистически окрашенными могут быть взгляды практически любой партии.
Некоторые российские исследователи настаивают, что слово «национализм» следует использовать сугубо для обозначения этнонационализма, так как в России ещё не сложилась политическая культура, стоящая за гражданским национализмом. Другие полагают, что это сделает невозможной коммуникацию научной среды с обществом. Третьи видят выход в идеологической нейтрализации культурных значений базовых слов.

## Сноски и источники
1. 1 2  Смит Э. Д. 2004.
2. ↑  Введение в политическую теорию в «Книгах Google»
3. ↑  Тишков В. А. Очерки теории и политики этничности в России. М.: Русский мир, 1997.
4. 1 2 3  Calhoun C. Nationalism and ethnicity Архивная копия от 20 марта 2009 на Wayback Machine (англ.) // Annu. Rev. Sociol. 1993. Vol. 19. P. 211.
5. ↑  Соловей В. Д. Кровь и почва русской истории. М.: Русский мир, 2008.
6. ↑  Геллнер Э. 1991.
7. ↑  Например, Современный толковый словарь русского языка под ред. С. А. Кузнецова (СПб.: Норинт, 2001) определяет национализм как «идеологию и политику, исходящую из национального превосходства и противопоставления своей нации другим». Схожие определения дают Большой энциклопедический словарь под ред. А. М. Прохорова (М.: Большая российская энциклопедия, 2004.)  Архивная копия от 8 апреля 2022 на Wayback Machine, Новый словарь русского языка под ред. Т. Ф. Ефремовой (М.: Русский язык, 2000) и др.
8. ↑  Значение слова Национализм орфографическое, лексическое прямое и переносное значения и толкования (понятие) слова из словаря Словарь Ожегова. Дата обращения: 20 ноября 2011. Архивировано 26 ноября 2012 года.
9. ↑  Трубецкой Н. C. Общеевразийский национализм. 1927.  Архивная копия от 13 июня 2010 на Wayback Machine
10. ↑  Ильин И. А. О России Архивная копия от 2 февраля 2017 на Wayback Machine. – М.: Изд. Сретенского монастыря, 2006.
11. ↑  См. н-р, Ленин В. И. Критические заметки по национальному вопросу Архивная копия от 15 марта 2014 на Wayback Machine. Полное собрание сочинений, 5 изд. Т. 24, С. 115.
12. ↑  Бердяев Н. А. О современном национализме Архивная копия от 2 февраля 2017 на Wayback Machine
13. 1 2  Миллер А. О дискурсивной природе национализмов // Pro et Contra. 1997. Т. 2, № 4.  Архивная копия от 4 марта 2016 на Wayback Machine
14. ↑  Известным примером подмены терминов являются статьи «Национализм» в «Энциклопедическом словаре» Брокгауза и Ефрона и «Большой советской энциклопедии», отражающие официальную точку зрения дореволюционного и советского режимов. См.
  - Национализм // Энциклопедический словарь Брокгауза и Ефрона : в 86 т. (82 т. и 4 доп.). — СПб., 1890—1907.
  - Национализм — статья из Большой советской энциклопедии.
15. ↑  А. Миллер. Теоретические принципы изучения национализма. Дата обращения: 8 ноября 2009. Архивировано из оригинала 18 марта 2009 года.
16. ↑  Shafer B. C. Nationalism: Myth and Reality. N. Y.: Harcourt Brace, 1955. P. 6. ISBN 0-15-662355-2
17. ↑  Биллиг М. 2005.
18. ↑  Попов Э. Реабилитация национального. 5 февраля 2007 г.  Архивная копия от 6 марта 2016 на Wayback Machine
19. ↑  Барбашин М.Ю. Основные теории национализма в западном политическом дискурсе // Гуманитарная мысль Юга России. — 2006. — Т. 3. — С. 17.
20. ↑  Малахов В. О националистическом дискурсе // Pro et Contra. 1999. Т. 4, № 1. Архивная копия от 10 октября 2007 на Wayback Machine
21. ↑  Зверева Г. Националистический дискурс и сетевая культура // Pro et Contra. 2005. Т. 9, № 2.  Архивная копия от 28 февраля 2008 на Wayback Machine